# Pădure

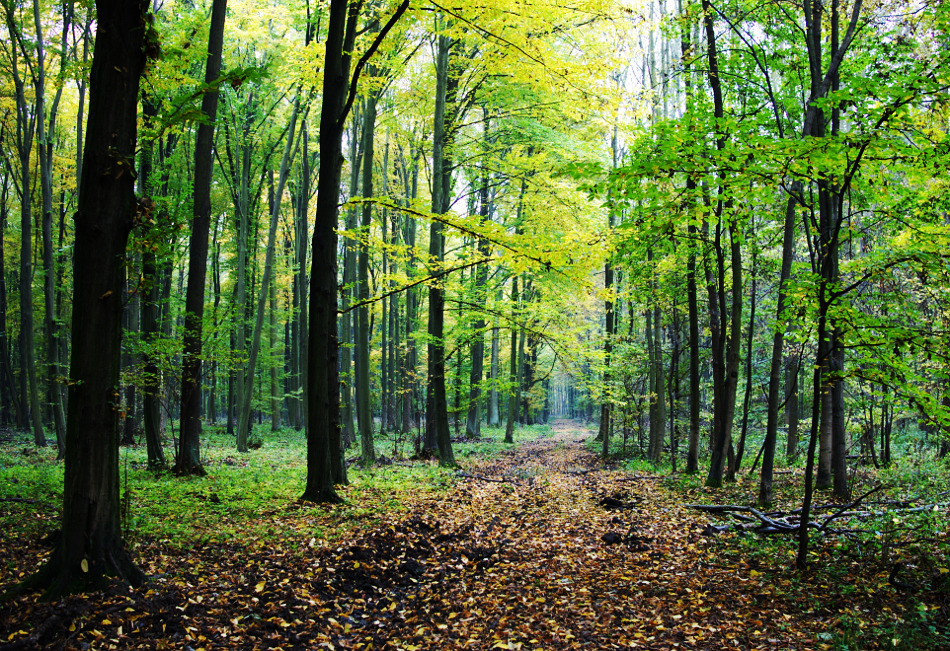

Pădurea reprezintă o suprafață mare de teren dominată de arbori. În sens mai larg, se referă la arborii care fac parte din acest ansamblu, împreună cu alte numeroase specii de plante (mușchi, ierburi, arbuști etc.), de animale și de ciuperci, care cresc aici. Numeroase alte definiții mai precise ale termenului sunt utilizate în întreaga lume, luând în considerare factori precum densitatea copacilor, înălțimea acestora, gradul de acoperire a terenului, situația legală și funcția ecologică. Conform definiției Organizației pentru Alimentație și Agricultură folosită pe scară largă, în 2006 pădurile au acoperit 4 miliarde de hectare, respectiv aproximativ 30% din suprafața mondială a uscatului.

## Ecosistemul unei păduri
Mediul de viață se caracterizează prin diferiți factori naturali. Cei lipsiți de viață se numesc factori abiotici, iar viețuitoarele sau produșii acestora se numesc factori biotici.
Comunitatea de populații (plante, animale, microorganisme) caracteristice unui biotop aflate în relații interspecifice se numește biocenoză.
Unitatea structurală și funcțională care se stabilește între un biotop și o biocenoză constituie un ecosistem.

### Solurile
Soluri podzolice, tipul de soluri acide. Format prin procesul de podzolizare, transformarea de la roca mamă sub influența de hidroliză acidă, îndepărtarea de nămol, cu două, și metal trivalent din orizonturile superioare eluvial de profilul de sol în illuvial (ca urmare a migrației de organo-minerale compuși și lessivage – scurgerea de particule de argilă de la superior la inferior liber distrugerea preliminar de aluminosilicați) și acumularea relativă de siliciu în ele. Podzolice apare în roci de orice cereale (mecanic), s-a încheiat atunci când orizontul de suprafață de sol sunt uneori excesiv de umed, acid și apă regimul de spălare. Solurile podzolice au fost descrise pentru prima data de Dokuchaev (1879), în provincia Smolensk. Caracterizat de profil acide, sol diferențiată, epuizarea a orizonturilor superioare ale metalelor nămol și trivalent, îmbogățirea relativă de dioxid de siliciu, de mică putere eluvial-humus orizont, sau chiar lipsa acesteia (în humus predomină peste fulvici humic acizi). Orizonturile de profil din soluri podzolice emite: A0 (așternut) – putere de 1–10 cm; A1 (eluvial-humus) – 1–20 cm, structura gri, sub formă de pulbere, adăugarea de vrac, conține 1-6% din humus, A2 (podzolice ) – 2–20 cm (uneori mai mult), gri deschis (aproape alb) de culoare, plus lamelar, friabil, argilos și solurile argiloase conțin podzolice cereale orshteynovye B (illuvial) – 10–50 cm grosime și mai greu pe textura decât orizonturile superioare, maro, cu krupnomnogogrannoy, structura rar prismatic, C (materialul de bază).
În zona de pădure (Europa de Nord, Siberia, Orientul Indepartat, Europa Centrală și de Sud Canada, nord-estul SUA), solurile podzolice sunt subtipuri: gleepodzolistye, podzolice, SOD-podzolice și Soddy-palid-podzolice. Există incluziuni interzonal de subtipuri asociate cu particularitățile locale de formare a solului. Vom descrie solurile podzolice subtropicale si tropicale din bazinul Amazonului, în zonele tropicale din Asia și Africa, Uniunea Sovietică – în Colchis. În funcție de natura rocii mamă și unele caracteristici ale subtipurilor moderne și relicte formarea solului solurile podzolice sunt împărțite în genuri și specii.
În zonele forestiere de soluri podzolice sunt principalele domenii de teren agricol silvicultură și folosesc. Zonele cu argilă și soluri podzolice (lut) sunt furnizate cu privire la umiditate (în ani umede pot obturarea hidrică a culturilor de iarnă), deficitul cel mai profund de umiditate a solului observat distribuția dimensiunea de lumină și de secetă. În solurile podzolice expedient var, aplicarea de îngrășăminte organice și minerale. Efectiv utilizate în scopuri forestiere, pentru cultivarea produselor agricole culturi.

## Tipuri de păduri
- Pădure de foioase
- Pădure de conifere
- Pădure mixtă

## Ecosistemul unei păduri de stejar
Pădurile de stejar se întind în zonele cu altitudine de până la 700–800 m. În zonele de câmpie, aceste păduri sunt formate din stejar brumăriu și stejar pufos pe când în zonele joase, ele sunt formate din stejar în amestec cu cer sau gârniță (rude cu stejarul) iar în zona dealurilor înalte se întâlnește gorunul care formează păduri întinse numai de gorun (numite gorunete) sau în amestec cu alte specii de foioase.

### Fauna și vegetația pădurilor de stejar
- Fauna: rădașcă, arici, salamandră, cuc, căprioară, vulpe, jder, iepure, urs, cerb, porci mistreți etc.
- Vegetația: ghiocel, porumbar etc.
- Caracteristici ale biotopului:
  - soluri: brune și brun-roșcate de pădure;
  - temperatura medie anuală în jur de 10 °C;
  - lumina care ajunge până la suprafața solului, filtrată printre coroanele arborilor; de aceea există numeroase plante erbacee și arbuști.
- Componente ale biocenozei:
  - arbori: carpen, ulm, tei, frasin, paltin de câmpie, arțar, cireș sălbatic;
  - arbuști: măceș, păducel, soc, lemn câinesc, corn, porumbar, gherghinar;
  - plante erbacee: golomăț, păiuș etc.
  - animale nevertebrate: viermi, păianjeni, melci, insecte, etc.
  - animale vertebrate:brotăcel, șopârlă, șarpe, cuc, lup, vulpe, etc.

## Ecosistemul unei păduri de fag
Pădurile de fag (numite și făgete) sunt răspândite în zonele cu altitudini de 600–1300 m. Pădurile de fag se întâlnesc însă și la altitudini mai mici, pe versanți umbriți (400m) sau la altitudini de 1.500 m, pe versanții însoriți.

### Fauna și vegetația pădurilor de fag
- Vegetație: alun, ciuperci etc.
- Caracteristici ale biotopului:

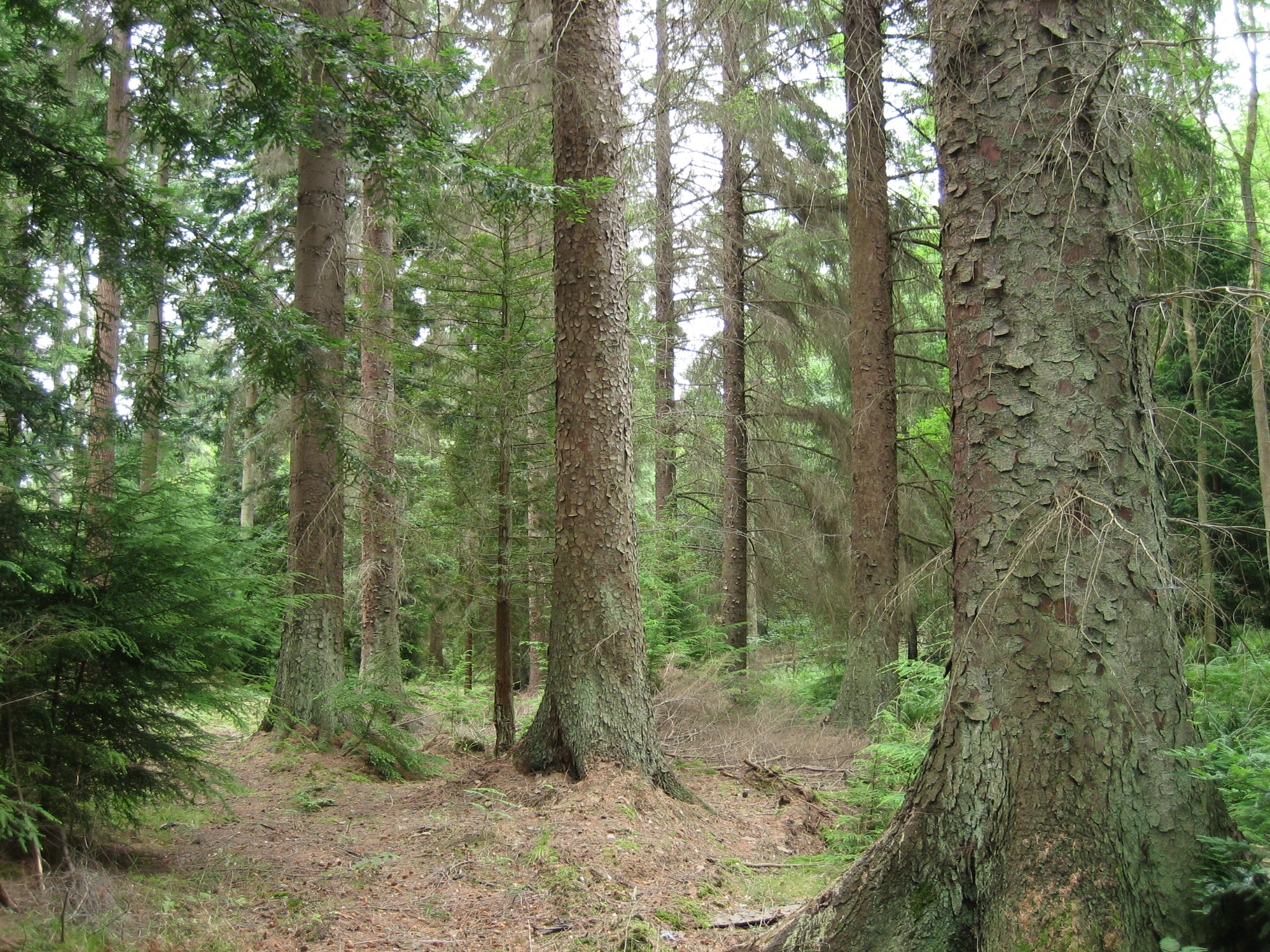
Pădure de molid

- soluri: brun-acide, brune de pădure și soluri podzolice;
- temperatura medie anuală de 6-8 °C;
- lumină slabă
- Componente ale biocenozei:

- arbori: fag, mesteacăn, paltin de munte, carpen, ulm de munte, tei, molid, brad; 
      - arbuști: alun, mur, corn;
- plante erbacee: ferigă, mușchi, licheni, mierea-ursului, păiuș;
- animale nevertebrate: insecte (cărăbuș de pădure, croitorul fagului);
- animale vertebrate: ciocănitoare, gaiță, huhurez, cerb, urs brun, jder, râs, veveriță, mistreț, pisică sălbatică.

## Ecosistemul unei păduri de molid
Pădurile de molid, (numite și molidișuri), ocupă regiunile înalte ale Munților Carpați, de la limita superioară a fagului până în zona subalpină. Ele sunt instalate la altitudini de 1200–1800 m. În nordul Carpaților, limita inferioară a pădurilor de molid atinge, în unele locuri, 600 m.

### Fauna și vegetația pădurilor de molid
- Fauna: omida molidului, ciocănitoare, pițigoi de brădet, forfecuță, șoarece vărgat, jder, cocoș de munte, etc.
- Caracteristici ale biotopului:
  - soluri: podzolice brune;
  - temperatura medie anuală de 3-5 °C;
  - precipitații de 800–1300 mm anual;
  - lumina foarte slabă, pădurile sunt întunecoase;
  - vânturi, uneori, puternice.
- Componente ale biocenozei:
  - arbori: molid, zadă, zâmbr, pin, brad, fag, mesteacăn, paltin de pădure, etc.
  - arbuști: afin, merișor, zmeur, coacăz de munte;
  - plante erbacee: ciuperci, mușchi, licheni (mătreața bradului), ferigă;
  - animale nevertebrate: insecte (omidă, viespe, etc);
  - animale vertebrate: șopârlă de munte, năpârcă, pițigoi de brădet, cocoș de munte, ciocănitoare, veveriță, jder, mierlă, etc.

## Imagini

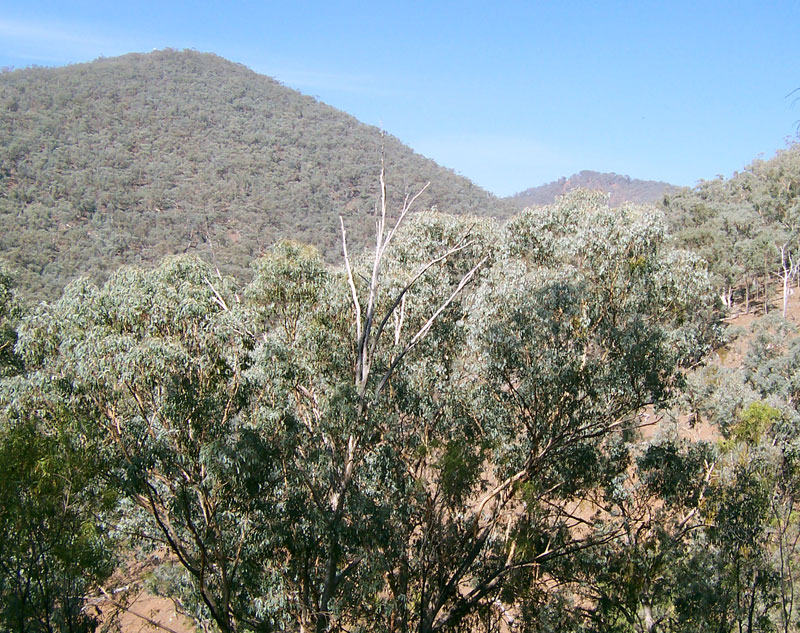
Pădure de eucalipt
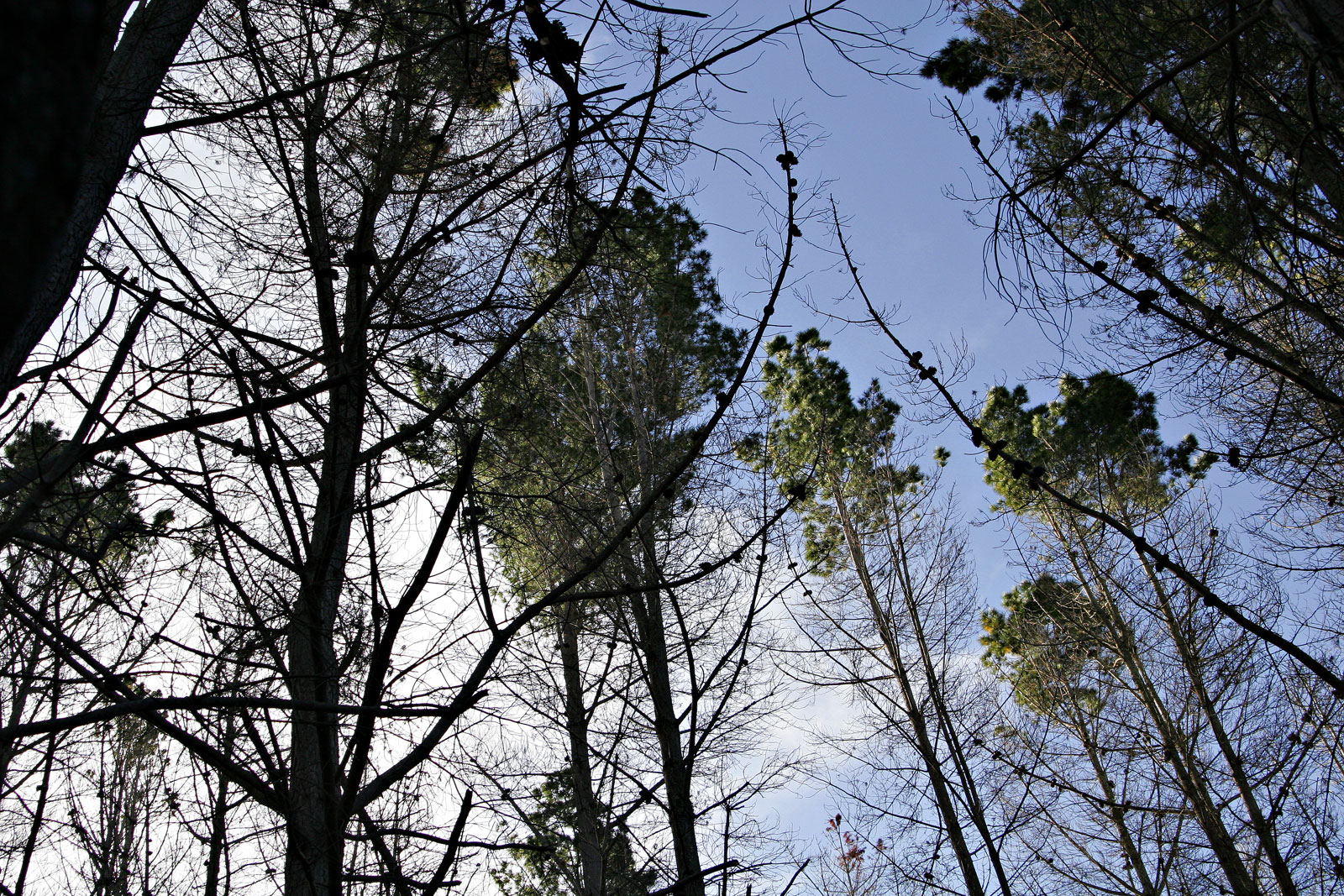
Pădure de pin
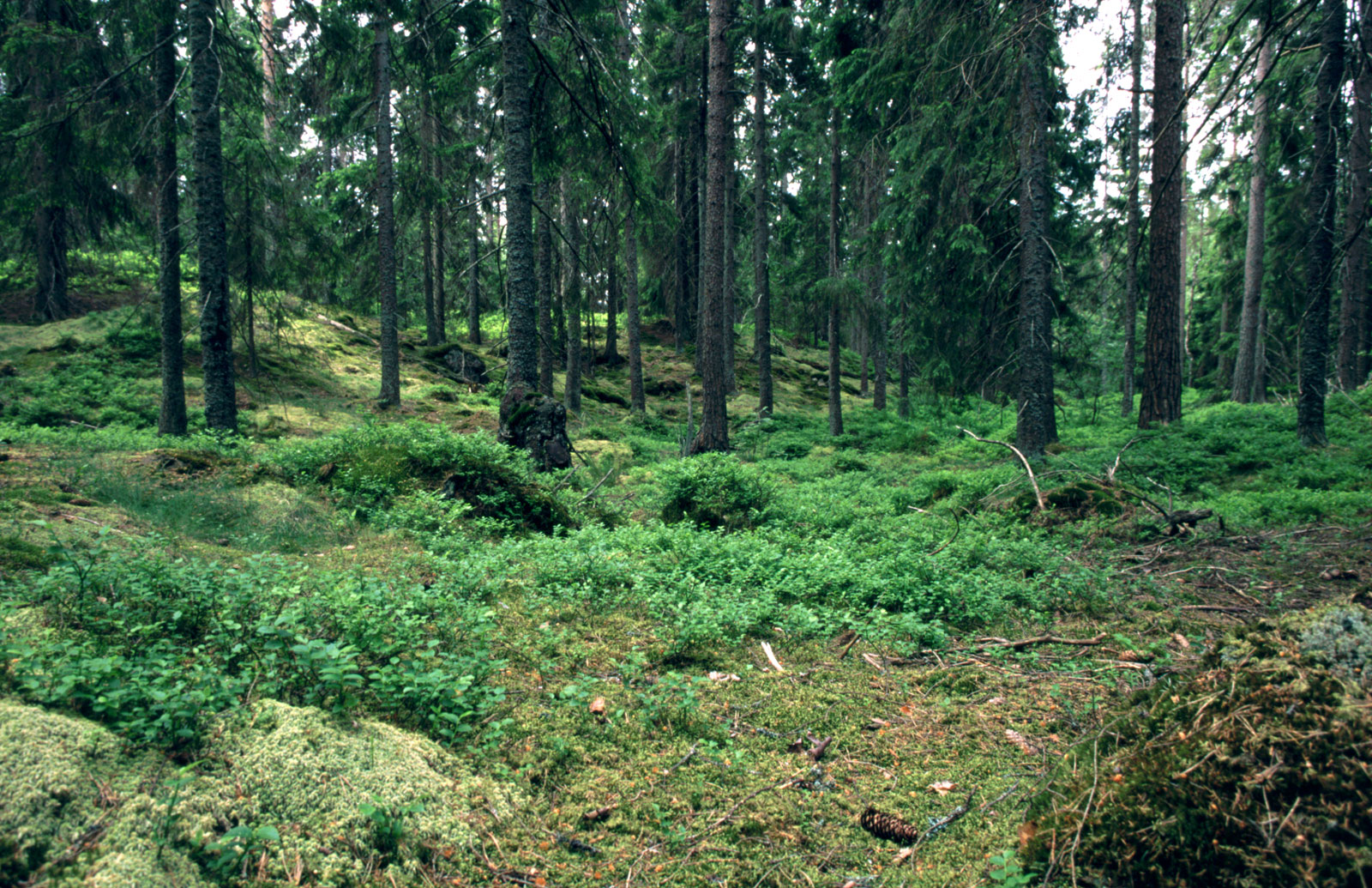
Pădure de pin
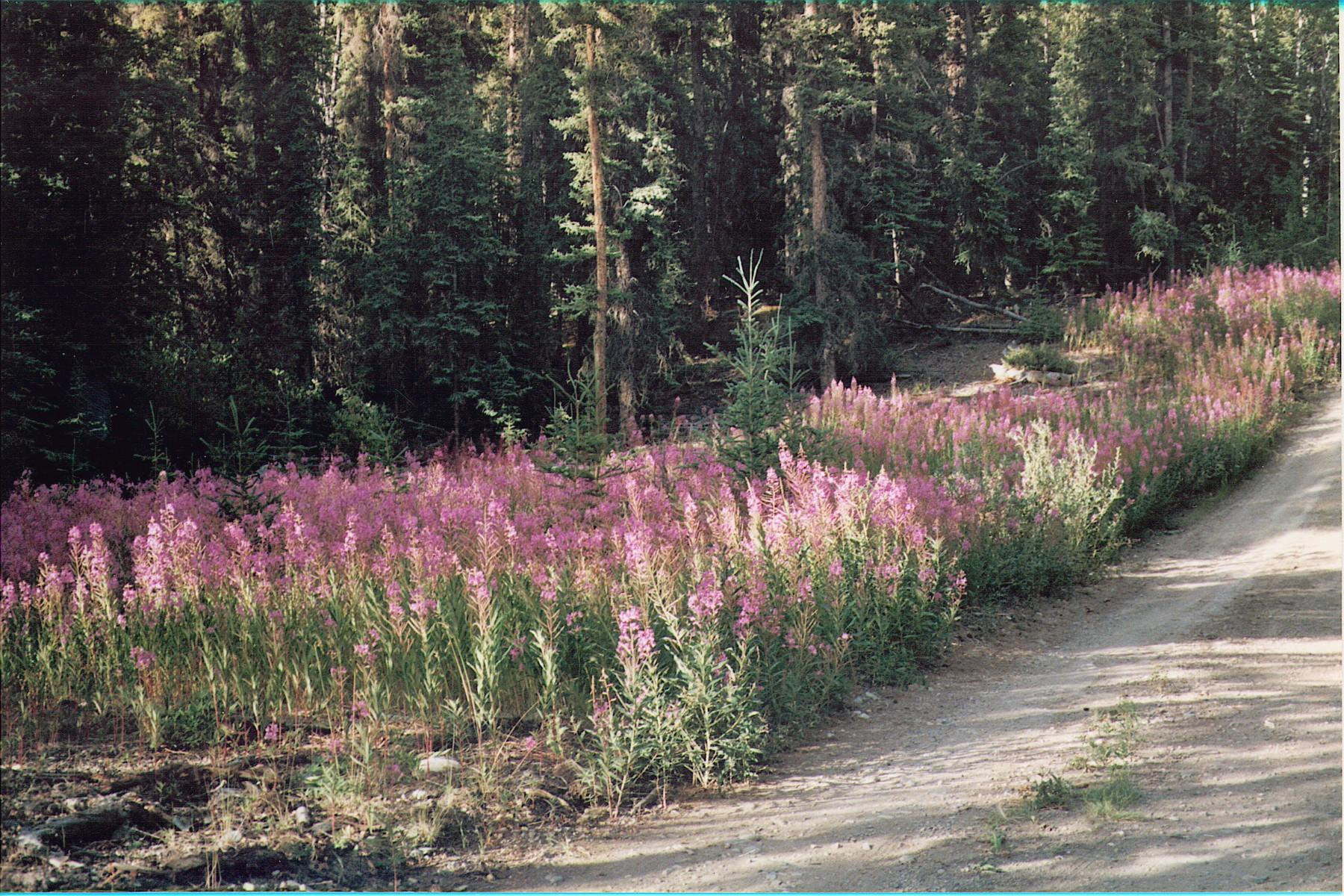
Pădure de molid
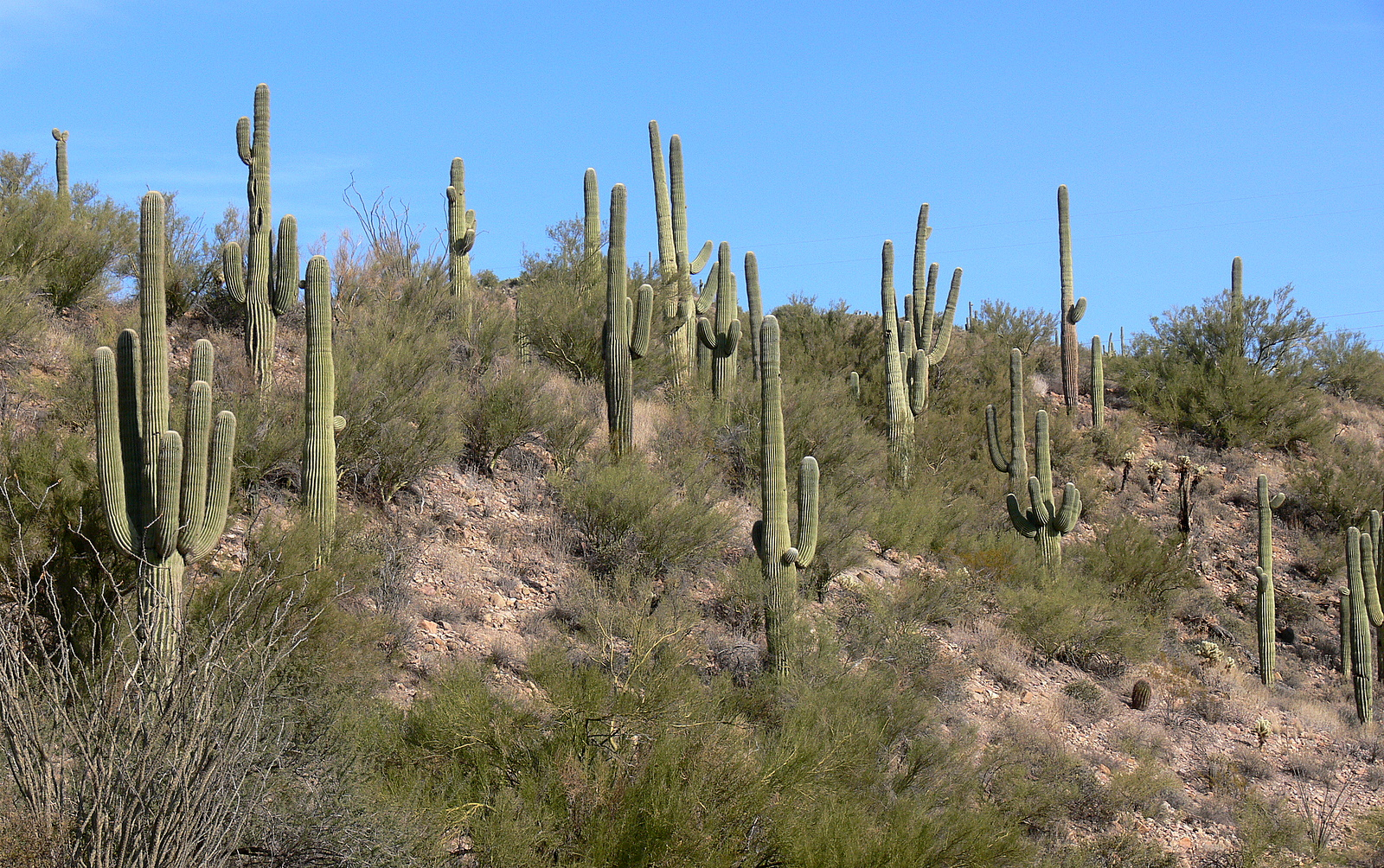
Pădure de cactuși în Deşertul Sonora